# Anatoli Galushkó
Anatol I. Galushko o Galučko translitera del cirílico ruso Анатолий Иванович Галушко (Pyatigorsk, 18 de marzo de 1926 - 6 de septiembre de 1993) es un botánico y explorador ruso que realizó expediciones botánicas a Mongolia y áreas del norte de Asia.

## Biografía
Desde 1943, sirvió en el ejército soviético, aunque en 1944, fue desmovilizado por enfermedad y se lo envía a la industria del carbón. Allí trabaja como electricista, de la mina Nº 4 Belakalitvinskogo. Se graduó en el Instituto Pedagógico en 1949. Coescribió su primer artículo científico con el Dr. en Ciencias Biológicas Ya.I. Prohanova "Helechos y gimnospermas del Cáucaso." Después de graduado, trabajó tres años en la Escuela Agronómica Budennovskoye como profesor. Luego, profesor en la Escuela Agrícola Nalchik hasta 1956. En ese año entró en la Escuela de Posgrado del Instituto Botánico Komarova URSS en Leningrado. Defendió su tesis en 1959, "Rosaceae de la región del Cáucaso del Norte y su valor económico." Mientras trabajaba en la Escuela Agrícola Nalchik puso en marcha su Jardín Botánico, hoy a cargo de KBSU. De 1960 a 1965 se desempeñó como jefe del Departamento de Botánica KBSU.

## Algunas publicaciones
- 1980. Флора северного Кавказа: определитель (La flora de la región del Cáucaso del Norte), vol. 2. Ed. Издат. Ростовского Унив. 349 pp.
- 1975. Растительный покров CHечено-Ингушетии (La cubierta vegetal de la Chechenia-Ingushetia). Ed. Чечено-Ингушскоекнижное Изд.во, 116 pp.
- 1964. Определитель растении сенокосов и пастбищ Северного Кавказа (Plantas de los campos de heno y pastos de la región del Cáucaso del Norte). Vol. 23 de Кабардино-Балкарский государственный университет. Учение записки. 372 pp.

## Eponimia
- (Asteraceae) Centaurea galushkoi (Alieva) Czerep.[4]
- (Asteraceae) Tanacetum galushkoi (Prima) K.Bremer & Humphries[5]